# Železniční nehoda ve Studénce 2015
Železniční nehoda ve Studénce byla srážka rychlovlaku s kamionem naloženým kovovými plechy, která se udála 22. července 2015 v 7.43 hodin v České republice asi 20 kilometrů jihozápadně od Ostravy. Vlak SC 512 Pendolino jedoucí na trase Bohumín – Františkovy Lázně se na železničním přejezdu v obvodu železniční stanice Studénka střetl s kamionem, který uvízl mezi závorami. Ve vlaku zemřeli 3 cestující a 25 osob bylo zraněno. Událost se stala asi 1,5 km východně od místa železniční nehody ze srpna 2008, při níž zahynulo 8 lidí.

## Nehoda
Ve středu 22. července projížděl polský kamion naložený plechy přes železniční přejezd ve stanici Studénka, mezi ulicemi Nádražní a 2. května. Přejezd byl vybaven přejezdovým zabezpečovacím zařízením se zvukovou a světelnou signalizací a závorami, podle prvních zpráv však padesátiletý polský řidič Slawomir Sondaj pochybil, výstražnou signalizaci nerespektoval a vjel na přejezd, kde po stažení závor zastavil a zůstal stát. Ke stažení závor došlo přibližně po 45 sekundách takzvané předzváněcí doby, která zajišťuje, aby i nejpomalejší vozidlo, které vjelo na přejezd před započetím výstrahy, stihlo včas opustit prostor před stažením závor a průjezdem vlaku. Nerespektováním výstrahy je však neúčinná a může tak dojít k uvíznutí vozidla na přejezdu mezi závorami, které jsou však pro tento případ navrženy tak, aby se daly snadno prorazit nebo nadzvednout; ani jedno z toho ale řidič kamionu neudělal.[zdroj?]
V 7.43 hodin, asi 20 sekund po stažení závor, vjel na přejezd ze směru od Ostravy vlak kategorie SuperCity číslo 512 Pendolino vedený elektrickou jednotkou 680.003. V této části trati mohou jet vlakové soupravy s naklápěcí vozovou skříní rychlostí až 160 km/h, strojvedoucí po spatření překážky aktivoval rychlobrzdu, díky čemuž vlak zbrzdil a k samotné srážce tak došlo v rychlosti 142 km/h. Ve vlaku cestovalo 145 osob, z toho 31 v prvním, nejpoškozenějším voze. Vlak po srážce před sebou tlačil některé části kamionu, které začaly hořet a které cestou postupně odpadávaly (motor byl nalezen asi 200 metrů od místa nárazu) a ohrožovaly lidi okolo trati. K úplnému zastavení vlaku došlo po asi 500 metrech. Kabina kamionu se po nárazu odtrhla od zbytku vozidla a zůstala téměř nepoškozena. Řidič z ní v šoku po srážce sám vystoupil. Podle policie nebyl pod vlivem alkoholu, srážkou nebyl zraněn a byl zadržen.[zdroj?]
Na místě zahynul jeden cestující vlaku, druhý zemřel po příjezdu záchranářů. Jednalo se o dva muže ve věku 39 a 49 let. Třetí cestující zemřel pozdě večer v nemocnici. Zraněno bylo 25 lidí (tři z nich byli ve velmi vážném stavu, včetně strojvedoucího), kteří byli rozvezeni do Fakultní nemocnice v Ostravě a nemocnic v Novém Jičíně a Bílovci. Mezi nimi bylo i pět drážních zaměstnanců, kteří se v době nehody nacházeli v areálu stanice.
Materiální škody byly prvně odhadnuty na 157,7 milionů korun, z toho 150 milionů na vlaku, 4 miliony na kamionu a jeho nákladu a 3,7 milionu na železniční trati. Železniční doprava byla zastavena a místo ní zavedena náhradní autobusová doprava. V opačném směru po trati cestovali v době nehody v jiném Pendolinu někteří členové vlády České republiky na výjezdní zasedání vlády v Ostravě. Premiér a ministři zdravotnictví, vnitra a dopravy místo nehody navštívili, kvůli zastavené dopravě museli být i členové vlády přepraveni (samostatným) autobusem.[zdroj?]

## Vyšetřování
Druhý den po nehodě policie obvinila řidiče kamionu polské národnosti z obecného ohrožení z nedbalosti. O den později soudce Okresního soudu v Novém Jičíně Radim Švec na řidiče uvalil vazbu. Obviněnému hrozila trestní sazba v rozsahu tří až deseti let trestu odnětí svobody. Policie zároveň potvrdila, že dle kamerového záznamu vjel kamion na přejezd až v době po započetí výstražné signalizace přejezdového zabezpečovacího zařízení. Řidič z povolání převážel náklad 17 tun plechu z Polska do Maďarska. Do České republiky přijel přes hraniční přechod Chałupki, vyhýbal se placeným úsekům a v těchto místech zabloudil. Soudce sdělil, že s využitím placených silnic by k nehodě nedošlo a řidič celé události litoval.[zdroj?]
Na místě bylo zajištěno záznamové zařízení v zadní části vlaku, z něhož byla zjištěna nárazová rychlost. Poničené Pendolino bylo nejprve odtaženo do Bohumína a 26. července do domovského depa v Praze. Nejprve však muselo být otočeno na trianglu u Dětmarovic. Přejezd z Bohumína do Prahy trval přes 31 hodin - souprava se mohla pohybovat pouze rychlostí 40 km/h a v České Třebové musela několik hodin čekat, aby nenarušovala běžný provoz na železnici. V Praze měla být následně podrobena technické kontrole a zbavena poškozených částí. Zde ji chtěli asi 14 dní po nehodě prohlédnout také zástupci výrobce pendolina Alstom Ferroviaria z italského Savigliana. Při prohlídce v pražském depu bylo 29. července nalezeno druhé záznamové zařízení, které mělo také objasnit, zda se strojvůdci před kolizí podařilo soupravu zpomalit pomocí rychlobrzdy. Vedoucí provozu Depa kolejových vozidel Praha Václav Sosna sdělil, že strojvůdce Jan Černý skutečně soupravu zbrzdil a zachránil tak pravděpodobně několik životů. České dráhy uvedly, že budou oběti odškodňovat podle evropské legislativy a pozůstalí po zemřelých dostanou 21 000 eur. Částku následně chtěly vymáhat po viníkovi nehody.[zdroj?]
V únoru 2016 Okresní soud v Novém Jičíně udělil řidiči kamionu Slawomiru Sondajovi trest odnětí svobody na 8,5 roku a zákaz řízení vozidla na 10 let (zákaz ovšem platí jen na území ČR ). Žalující státní zástupce Aleš Boháč i odsouzený se vzdali práva na odvolání. Žalobce nepožadoval nejvyšší možný trest 10 let vězení s ohledem na to, že řidič dosud nebyl trestně stíhaný, ačkoli má za sebou celou řadu dopravních nehod a v posledních letech byl celkem 16× přistižen při spáchání přestupku. Soudce obžalovanému přičetl k tíži, že hrubě porušil předpisy a navíc u soudu přiznal, že je ani nezná. Podle obhajoby se řidiči stalo poprvé, aby mezi závorami uvízl, světelné i zvukové znamení na přejezdu přehlédl a přeslechl.

## Škody
Kamion byl zcela zničen. Stejně tak byl zničen čelní vůz 682.003 vlakové soupravy, do kterého vlétly dvoutunové palety plechových desek. Ve voze byla kompletně zničena kabina strojvedoucího a prostor za ní v délce šesti řad sedadel. Po podrobném ohledání zástupci provozovatele Českých drah, pojišťovny a výrobce Alstom byla odhadnuta škoda na 150 milionů Kč. Později Alstom požadovanou cenu za opravu vozu navýšil na 7,79 milionů eur, v přepočtu 210 milionů Kč. K opravě vlaku bude potřeba vyrobit celý nový čelní vůz soupravy kromě jeho podvozku a Alstom drahám předloží kalkulaci. Větším škodám na majetku i životech zabránil podle vrchního přednosty Depa kolejových vozidel Praha Miroslava Kupce strojvedoucí vlakové soupravy tím, že spustil brzdu a snížil tak rychlost ze 160 na 142 km/h v době nárazu. Tím přispěl k tomu, aby vlak nevykolejil, což by škody ještě zvýšilo. Sám ale při nehodě přišel o nohu a zranil si páteř. Začátkem března 2016, po vleklých potížích, přišel i o pravou nohu . Kolegové pro něj krátce po nehodě vyhlásili sbírku. Ta vynesla 3,7 milionu korun, na začátku roku 2016 byla uzavřena a celá částka byla převedena na účet zraněného strojvedoucího .

## Přejezd
Inkriminovaný čtyřkolejný železniční přejezd P6501 je křížením silnice III/46427 (propojuje ulice 2. května a Nádražní) a východního zhlaví stanice Studénka. Délka přejezdu spolu s nutným vyklízecím časem má za důsledek, že závory začnou klesat až 44 sekund od začátku světelné signalizace. Někteří neukáznění řidiči zkoušejí přejet přejezd v tomto mezičase. V 80. letech 20. století se uvažovalo o stavbě nadjezdu z důvodu bezpečnosti. V roce 2023 je stavba plánována na roky 2024-2026.

### Nehoda na přejezdu v roce 1990
Dne 3. srpna 1990 se na tomto přejezdu odehrála téměř stejná nehoda. Na přejezdu probíhaly stavební úpravy a přes přísné technologické postupy na něj vjel silniční válec zrovna ve chvíli, kdy měl projíždět rychlík z Ostravy do Prahy. Následná srážka způsobila, že ve stavebním stroji, který se vzňal, uhořel jeho řidič a prvních několik vagonů vlaku vykolejilo a zpřelámalo sloupy v okolí. Jeden z vagonů zůstal ležet kolmo k trati a ve vlaku bylo mnoho zraněných a mnohamilionová škoda. Tento přejezd má tak bilanci dvou velmi vážných nehod, což ho řadí k nejnebezpečnějším v zemi.

## Rok po nehodě
Ještě během zimy 2015/2016 se poškozené Pendolino 003 vrátilo – alespoň částečně – na koleje. České dráhy (ČD) opravily 5 nejméně poškozených vozů soupravy tak, aby mohly být opět vráceny do provozu. Omezí se tak nutnost provozu náhradních souprav po dobu tzv. vyvazovacích oprav, které probíhají jednou za dva roky (resp. po ujetí 900 000 kilometrů). Co se týče čelního motorového a vloženého vozu, které byly srážkou nejvíce poškozeny, tak ČD již podepsaly smlouvu s výrobcem vlaků – italskou společností Alstom – na výrobu nových vozových skříní v celkové ceně 7,8 milionu Euro (přibližně 210 milionů korun) a celá souprava 003 se na koleje vrátila koncem roku 2017. Délka opravy byla způsobena faktem, že na českých kolejích jezdila Pendolina starší generace, která se již běžně nevyráběla a výrobu náhradních dílů tedy bylo nutné řešit individuálně.
Strojvedoucí Jan Černý také 21. července 2016 poprvé s médii (v rozhovoru s Českou televizí, Českým rozhlasem  s Mladou frontou DNES) otevřeně promluvil o osudném střetu ve Studénce a o tom, co se u něj během uplynulého roku od nehody odehrálo. Začíná se již pomalu vracet do co nejběžnějšího života - ač do vlakové kabiny se jako strojvedoucí již neposadí. V současné době (od dubna 2016) podstupuje rehabilitaci v centru v Kladrubech, kde se učí si vystačit s rukama a chodit s protézami . Takřka po roce také poprvé řídil auto, a jak sám uvedl: „Všechno jsem zvládl, bylo mi krásně. Jako nové Vánoce!“

## Fotogalerie

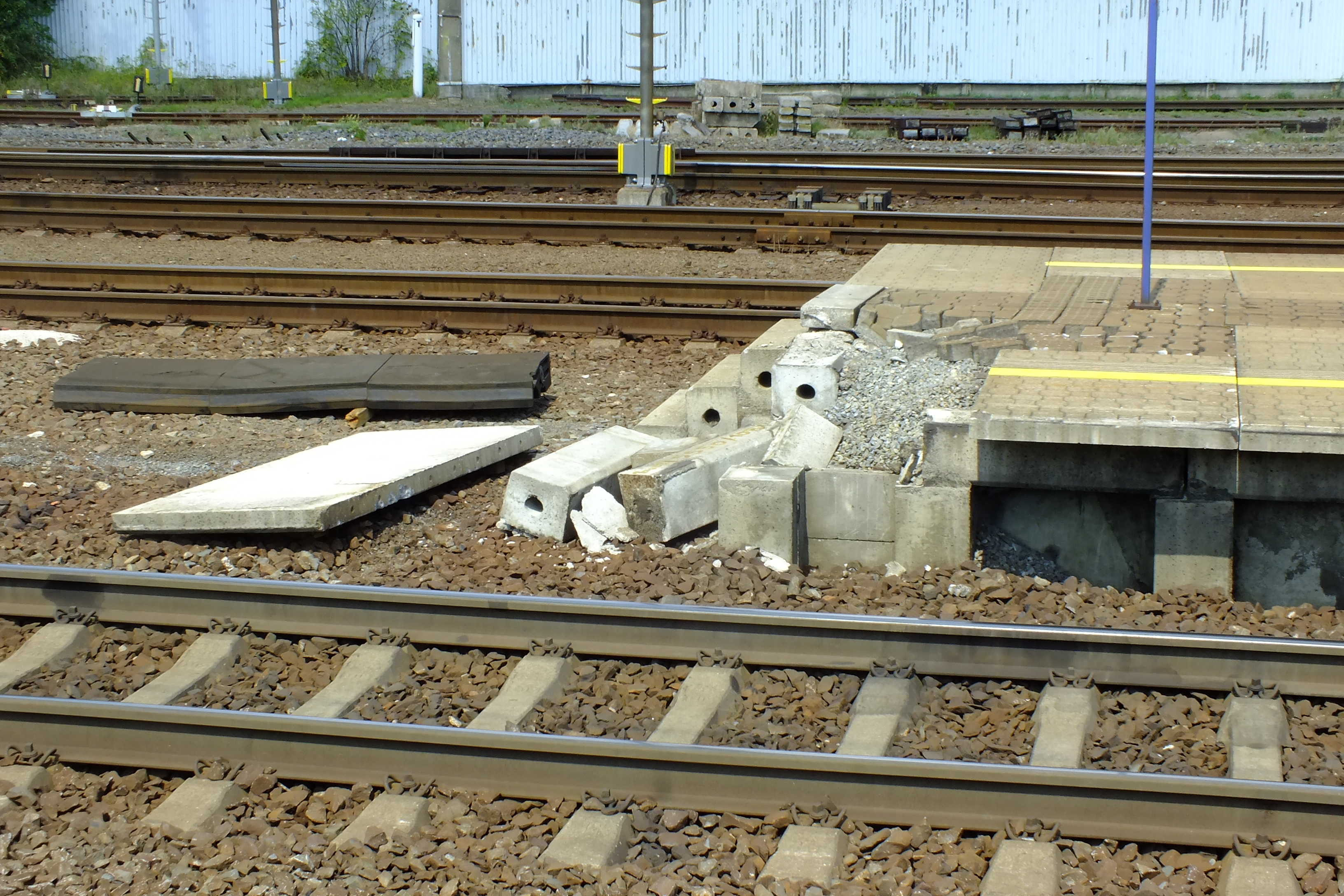
Poničené nástupiště
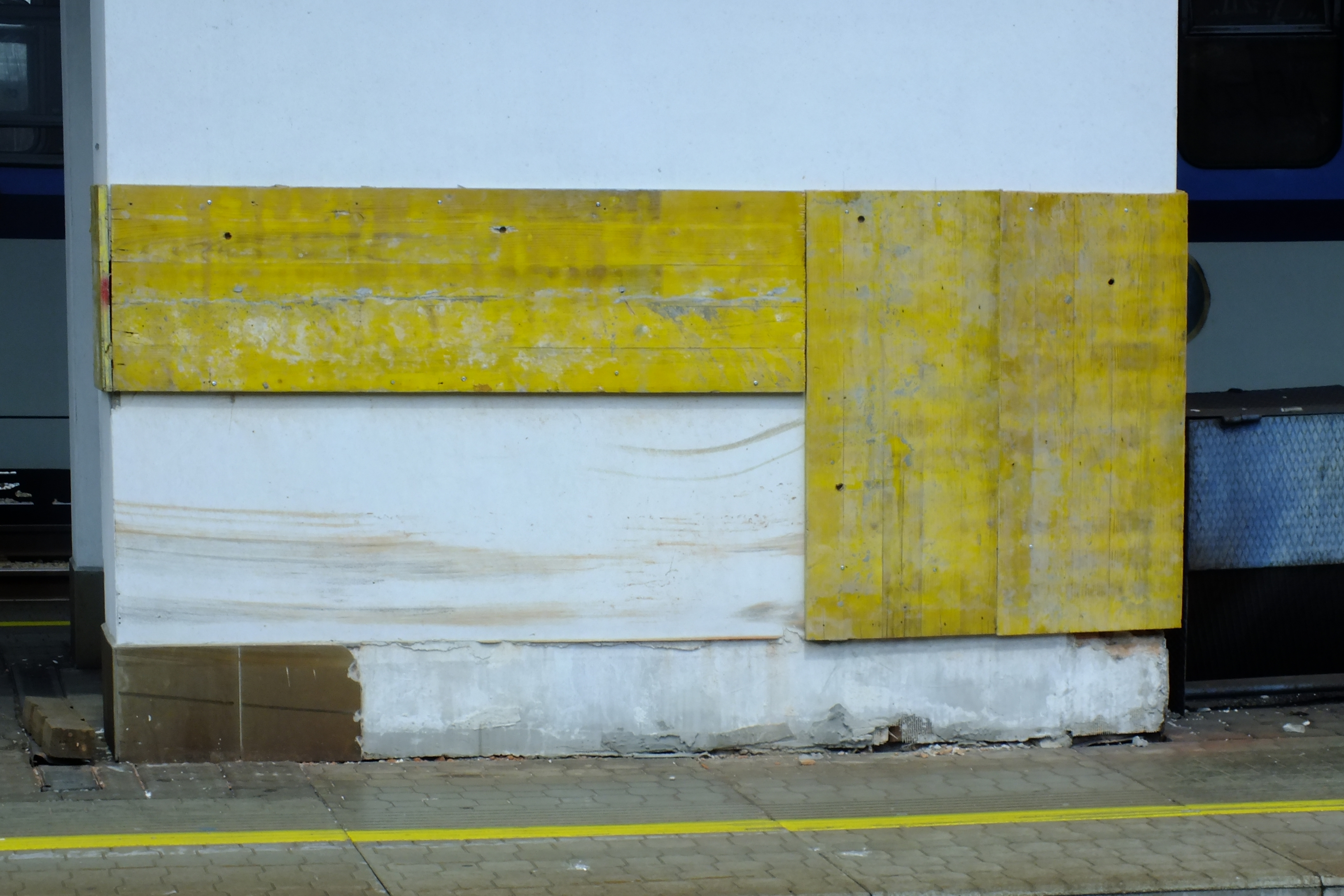
Poničená výtahová šachtice
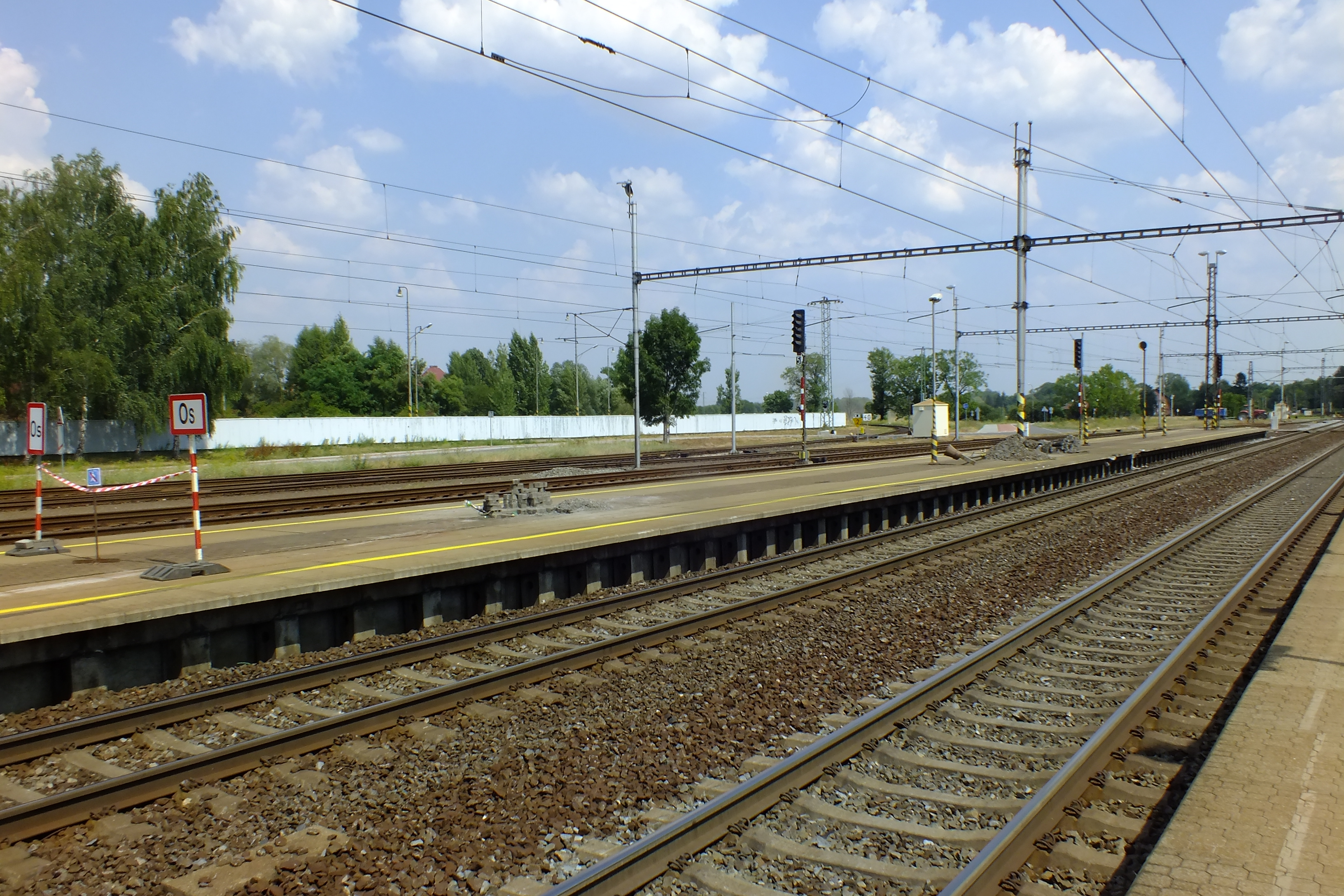
Poničené nástupiště
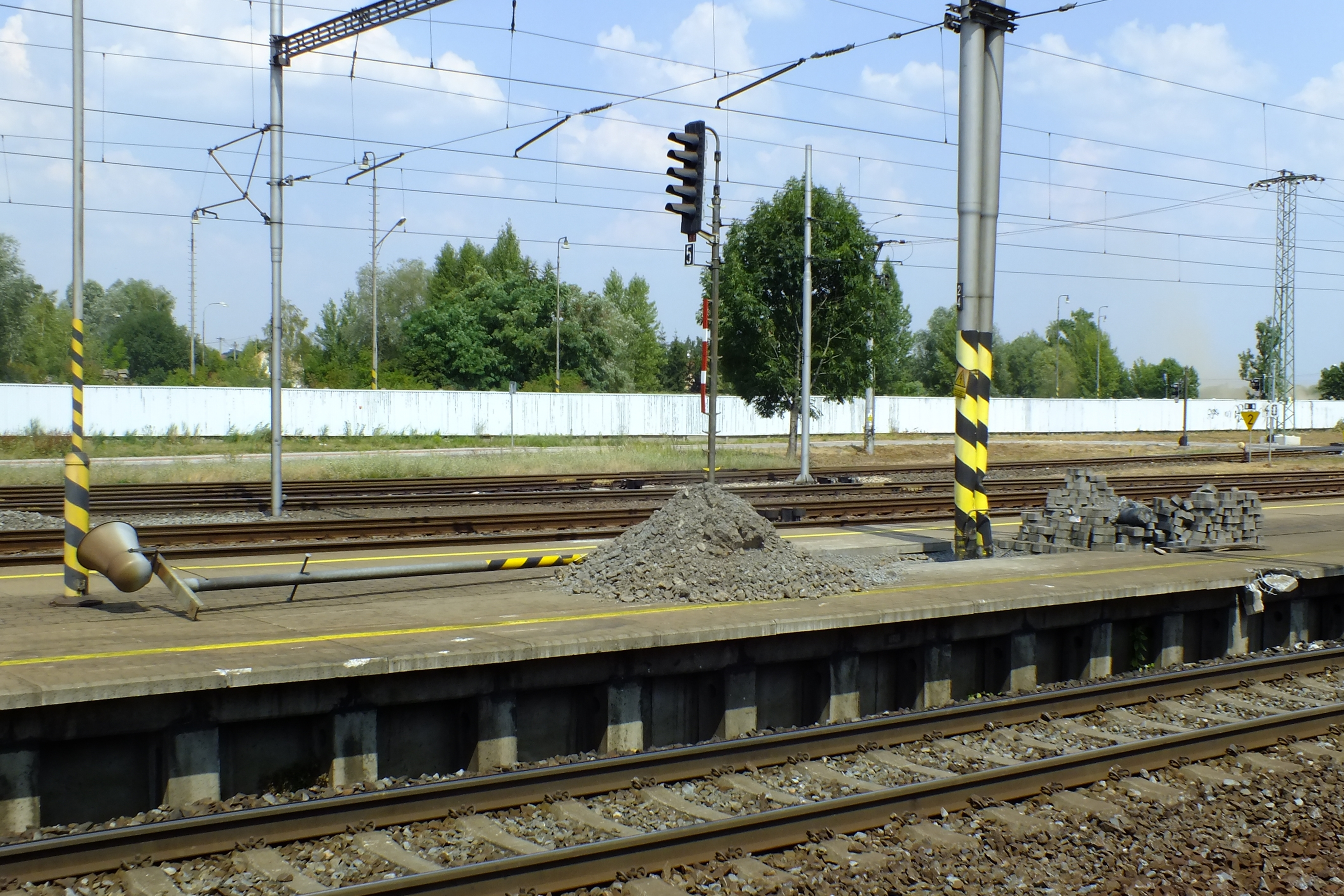
Poničené sloupy
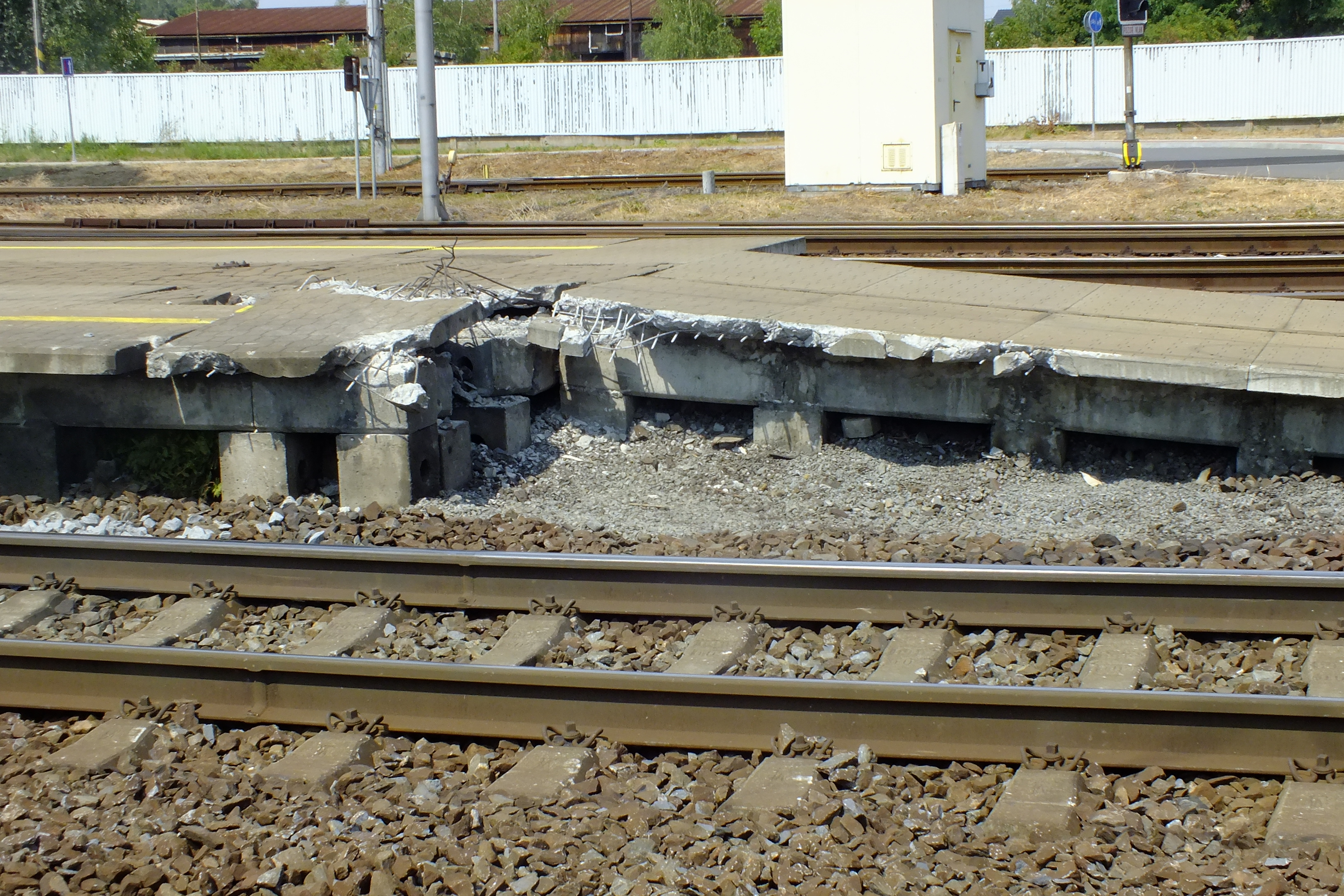
Poničené nástupiště